# 無血
無血（むけつ）とは、政治的な事件や政治運動において、死傷者が出ない（出さない）ことを指す。なお、一種の歴史叙述上の表現として使用される「無血入城」とは、無抵抗で降伏した都市に敵の軍隊が進駐することを指す。対義語は流血。
無血開城、無血革命、無血クーデターなどのように、本来流血をともなうものと併せて用いる言葉でもある。

## 概要
議会制民主主義が定着している国家における政治的変動においては、いわゆる乱闘国会や、選挙の際などの支持者同士のいざこざを別にすれば、流血になることはまずない。
1688年に発生したイングランド国王の追放劇はイングランドにおいてほぼ無血であったため、のちに名誉革命と呼ばれることとなった（ただし、スコットランドやアイルランドでは無血ではなかった）。
一方、フランス革命やロシア革命は激しい流血を伴い、逆にソ連・東ヨーロッパの社会主義体制の崩壊（東欧革命）は、ルーマニアなどを除きほぼ無血で行われた。なお、中国共産党は、その種の無血による社会主義体制の崩壊を「和平演変」と呼び恐れているとされる（体制の大きな変革を体制自身が望まないのは基本的に当然ではあるが）。
日本でも、無血で行われた江戸開城などがある。